# Färgaryds kyrka
Färgaryds kyrka är en kyrkobyggnad som tillhör Färgaryds församling i Växjö stift. Kyrkan ligger i byn Färgaryd i Hylte kommun i västra Småland.

## Kyrkobyggnaden
Kyrkan uppfördes 1845 – 1846 i nyklassicistisk stil under ledning av, och efter ritningar av, byggmästare Petter Pettersson. Ursprungliga ritningarna utformades 1842 av Johan Carlberg på Överintendentsämbetet, men följdes inte. Enligt uppgift kopierade istället byggmästaren Åkers kyrka  .Kyrkobyggnaden består av långhus med rundat kor i öster och kyrktorn med huvudingång i väster. Norr om koret finns en tillbyggd sakristia som är runt formad. Tornbyggnaden är försedd med en tidstypisk öppen lanternin krönt av ett kors. Interiören är av salkyrkotyp med tunnvalv och präglas av ljus och rymd. Vid en renovering 1985 färgsattes kyrkorummet i guld, milt rosa samt vitt. Kortaket försågs med målningar föreställande de fyra evangelistsymbolerna. Målningarna utfördes av konstnär Sven-Bertil Svensson, Öland. 

## Inventarier
- Altartavlan målades av Mårten Eskil Winge och sattes upp 1874. Dess motiv är "Korsnedtagningen". Tavlan är omramad av en altaruppställning bestående av pilastrar som bär upp ett överstycke dekorerat med en strålsol.
- Halvrund altarring.
- En dopfunt av sandsten daterad till 1200-talet. Sockeln i sandsten tillverkad av Erik Nilsson, Harplinge.
- Predikstolen är tillverkad J A Andersson och kom på plats 1871.Den femsidiga korgen är prydd med förgyllda symboler. Uppgång från sakristian. (Predikstolen från 1846 är flyttad till tornkammaren).
- Sluten bänkinredning.
- Orgelläktare med utsvängt mittstycke.

## Orgel
- En orgel tillkom 1865/1864, byggd av en dansk firma, Marcussen & Søn, Aabenraa, Danmark. Nyklassicistisk fasad. Orgeln är mekanisk och har gemensam väderlåda och svällare för båda manualerna.

| Manual I            | Manual II     | Pedal        | Koppel |
| Borduna 16´         | Gedakt 8´     | Subbas 16´   | I/P    |
| Principal 8´        | Salicional 8´ | Principal 8´ | II/I   |
| Rörflöjt 8´         | Principal 4´  | Gedakt 8´    | I 4'/I |
| Octava 4'           | Flöjt 4'      | Basun 16'    |        |
| Octava 2'           |               |              |        |
| Sesquialtera 2 chor |               |              |        |
| Trumpet 8'          |               |              |        |